# ستيوارت بالمر (لاعب كرة قدم)
ستيوارت بالمر (بالإنجليزية: Stuart Balmer)‏ هو لاعب كرة قدم بريطاني، ولد في 20 سبتمبر 1969 في فلكرك في المملكة المتحدة. لعب مع أولدهام أثلتيك وتشارلتون أثلتيك وسكونثورب يونايتد ونادي بوسطن يونايتد ونادي سانت ميرين ونادي سلتيك وهاميلتون أكاديميكال وويغان أتلتيك.

## وصلات خارجية
- ستيوارت بالمر على موقع قاعدة بيانات كرة القدم.إي يو (الإنجليزية)
- ستيوارت بالمر على موقع Soccerbase.com (لاعب) (الإنجليزية)